# Étienne de Vissac
Pour les articles homonymes, voir Vissac (homonymie).
Étienne de Vissac, Seigneur d'Arlanc et de Murs, était Chancelier de France de Philippe VI.
Il eut pour femme Alix de Poitiers, fille de Guillaume de Poitiers, seigneur de Chancoc, et de Luce, baronne de Beaudiner et de Montregaut ; il en eut :
1. Étienne, seigneur de Vissac, d'Arlanc et de Murs ;
2. Pierre de Vissac, chanoine de Meaux en 1359, puis doyen du chapitre de Brioude en 1374 ;
3. Jean de Vissac, chevalier, qui épousa Blanche Aycelin de Montagu, dont il n'eut pas d'enfant ;
4. Alix de Vissac, femme de Jean, seigneur de Lastic.